# Čínští Svatoheleňané
Čínští svatoheleňané nebo Svatoheleňané čínského původu (čínsky: 中國聖拿人) jsou obyvatelé Svaté Heleny, Ascensionu a Tristan da Cunhy, kteří jsou původem z Číny.

## Přehled
Na Svaté Heleně, Ascensionu a Tristan da Cunha žije celkem 1932 Číňanů (25% obyvatel). Čínští svatoheleňané nejčastěji vyznávají křesťanství a buddhismus.